# Calymmaria similaria
Calymmaria similaria là một loài nhện trong họ Hahniidae.
Loài này thuộc chi Calymmaria. Calymmaria similaria được miêu tả năm 2004 bởi Heiss & Draney.